# Tarot (phim 2024)
Tarot là bộ phim kinh dị siêu nhiên của Hoa Kỳ được đạo diễn kiêm biên kịch bởi Spenser Cohen và Anna Halberg (đây là bộ phim đạo diễn đầu tay của họ) và Nicholas Adams trong vai trò đồng biên kịch. Bộ phim được dựa trên bộ tiểu thuyết năm 1992 là Horrorscope của Nicholas Adams. Phim sẽ có sự tham gia diễn xuất của Harriet Slater, Adain Bradley, Avantikavà Jacob Batalon.
Tarot được công chiếu tại Hoa Kỳ vào ngày 3 tháng 5, 2024 và do Sony Pictures Releasing phân phối.

## Tiền đề
Bộ phim sẽ là hành trình theo chân một nhóm bạn đại học sau khi sử dụng một bộ bài tarot bí ẩn, từng người trong nhóm đã ra đi theo những cách kì lạ và có liên quan đến lá bài mà họ bốc. Trước khi hết thời gian, họ đã cùng nhau hợp tác để khám phá ra bí ẩn đằng sau bộ bài kí bí ấy.

## Diễn viên
- Harriet Slater[2][3]
- Jacob Batalon[4]
- Avantika[5]
- Adain Bradley[5]
- Humberly González[6]
- Olwen Fouéré[2]
- Wolfgang Novogratz[2]
- Larsen Thompson[2]